# Estròfades

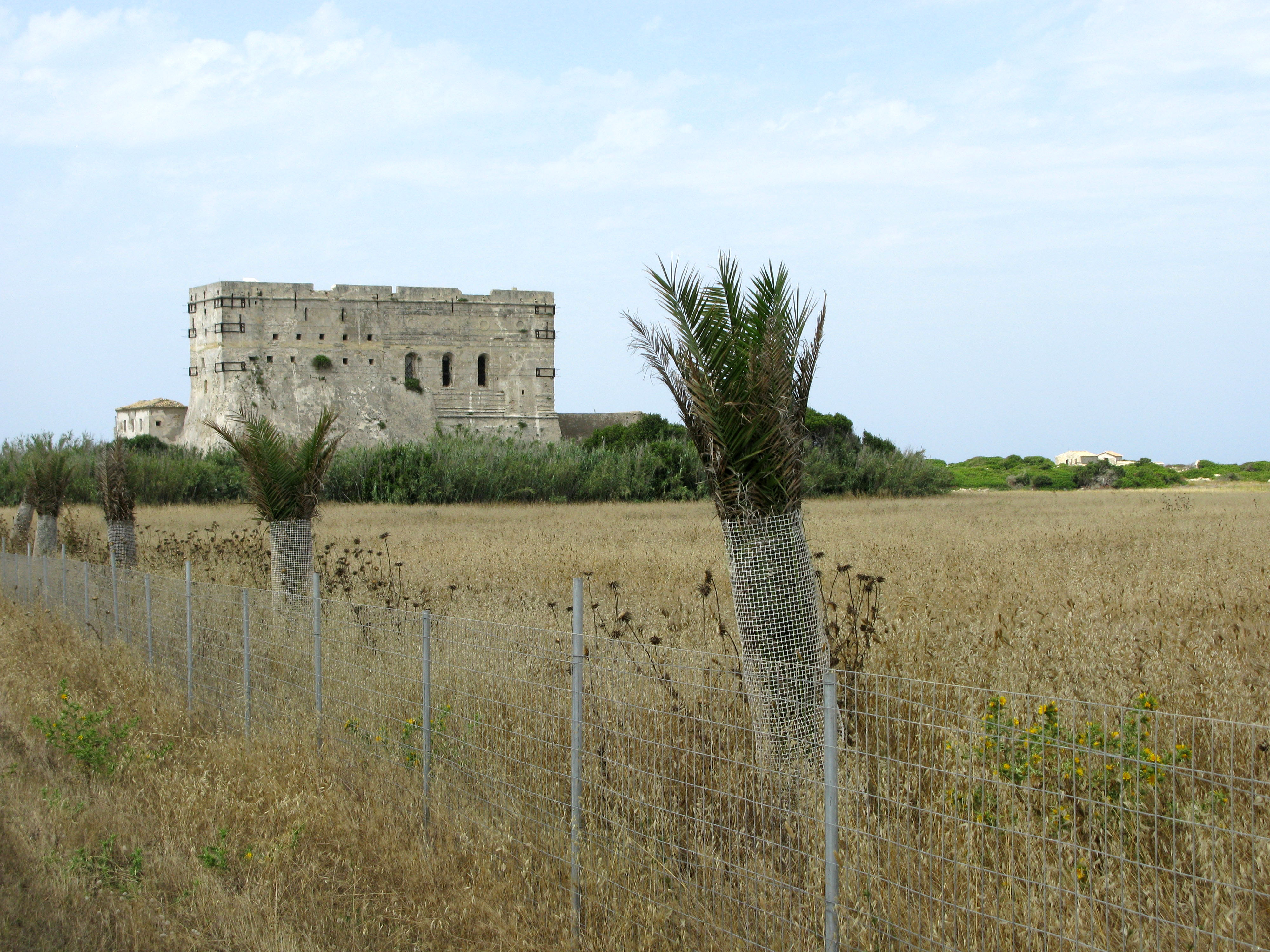
El monestir de l'illa d'Estròfades

Estròfades (en grec Στροφάδια ; en llatí Strophades; també illes Stamfani; Strivali) és un grup de dues illes petites de Grècia a les illes Jòniques. Estan situades a uns 44 km al sud-sud-est de l'illa de Zacint. Administrativament formen part del municipi de Zacint.
L'illa més gran, Stamfani, està habitada per una sola persona, un monjo que viu en l'única edificació de l'illa, un monestir tan antic i impressionant. L'illa més petita s'anomena Harpia. Cap de les dues illes, molt rocoses, té gaire vegetació. Les illes són propietat de l'Església Ortodoxa Grega, que hi ha prohibit la caça. Hi ha una gran presència d'aus, entre les quals es pot trobar la baldriga cendrosa (Calonectris diomedea) i passeriformes migratòries. També hi ha una gran migració primaveral de tórtores (Streptopelia turtur).

## Les Estròfades en la cultura
Les illes Estròfades s'identificaven amb el lloc on habitaven les harpies. Virgili afirma que les harpies van conduir els troians des de les Estròfades (Eneida iii, 209 passim.). Les illes també es mencionen a la Divina Comèdia i apareixen al capítol 10 del Cinquè llibre de Gargantua i Pantagruel de Rabelais.
D'acord amb la llegenda, el nom de les illes, que vol dir "illes del retorn", fa referència a Zetes i Càlais, fills de Bòreas, que van viatjar amb els argonautes. Zetes i Càlais van rescatar Fineu de les harpies. Van aconseguir fer fugir els monstres però no els van matar a petició de la deessa de l'arc de Sant Martí, Iris, que els va prometre que les harpies no tornarien a molestar Fineu. Les harpies van ser «retornades» a les Estròfades per Iris quan volien tornar a perseguir les criatures.